# 코가도 스튜디오
코가도 스튜디오(工画堂スタジオ)는 일본의 디자인 및 게임 회사이다. 도쿄도 시부야구에 본사를 두고 있다.
1916년 설립된 디자인 회사 "도안과 판화 다니 코가도(図案と版画谷工画堂 즈안토 항가 타니 코가도[*])"를 근원으로 하고 있다. 마루젠과의 거래를 시작으로 회사가 성장하면서 1960년 주식회사 코가도 스튜디오로서 정식 설립을 마쳤다. 1982년 게임 제작 및 배급 부서가, 1994년에는 뉴미디어 개발 부서가 발족했다.

## 산업
코가도 스튜디오는 디지털 컨텐츠 부문과 그래픽 디자인 부문, 기획으로 사업을 확장한 전담하는 디자인 부서와 비디오 게임을 제작 또는 배급하는 사업을 전담하는 코가도 소프트웨어 프로덕츠 부서로 나뉘어 있다. 게임 개발 및 게임 발행 코가도 스튜디오는 내부적으로 다수의 스튜디오가 팀 단위로 나뉜 구조로 경영되고 있다.
코가도 소프트웨어 프로덕츠의 주요 대표 작품들은 파워돌 시리즈와 파르페 시리즈, 푸른하늘의 트리스티아가 있다.

## 제작한 게임 목록
팀 단위 제작 이전/제작팀 불명
- 엠미 (ASCII HSP 발매)
- 엠미 2
- 패사의 봉인
- 아르기스의 날개
- 코스믹 솔저
- 사이킥 워
- 원숙 AFTERDARK
- 엔젤릭 크레스트 (타이완판은 여신 온라인)

네코상 팀(코네코상 팀, 유힌회사 쿠마상 팀?)
- 슈발츠 실드 시리즈

우사기상 팀
- 파워돌 시리즈
- 스퀸스 팰러디움
- 지극성
- 팔라이스 드 라인
- 아아카시의 관

쿠마상 팀
- 화성계획 시리즈
- 가이스 & 돌스 (쿠로네코상 팀과의 콜라보네이션)

쿠로네코 상 팀
- 리틀 위치 파르페 시리즈
- 엔젤릭 콘서트
- 행복한 밀피유 ~하늘에서 쌍둥이가 왔다!!~
- GUYS & DOLLS(쿠마상 팀과의 콜라보레이션)
- AS ~엔젤릭 세레나데
  - 매지컬 트윈러 엔젤릭 라비☆
- 심포니 레인
- 디어 피아니시모
- 미마나 이어 크로니클 (겅호 발매)
- 쾌도천사 트윈엔젤

유한회사 쿠마상 팀 (2002년 코가도와 분리됨)
- 푸른 바다의 트리스티아
- 푸른 하늘의 네오스피어
- 가제트 트라이얼
- 새벽의 아마네카와 푸른 거신

이루카상 팀
- 라세츠 시리즈
- 블루 플로우
- 블루 블레스터
- 지오 테일

판다상 팀
- 도검봉마록~봉신연의문~
- 휴대폰 소녀

키츠네상 팀
- 상황개시!

시마리스상 팀
- 백의성 연애 증후군 (사이버 프론트 발행)
- 백의성 애정 의존증
- 몽현 Re:Master